# Lista uczelni wyższych w Islandii
Poniżej znajduje się lista uczelni w Republice Islandii.

## Uniwersytety i uczelnie prywatne
W Islandii znajdują się 4 uczelnie publiczne oraz 3 uczelnie prywatne.
| Instytucja                        | Rok założenia | Miasto    | Typ uczelni | Liczba jednostek |
| --------------------------------- | ------------- | --------- | ----------- | ---------------- |
| Islandzki Uniwersytet Rolniczy    | 2005          | Hvanneyri | Publiczna   | 3                |
| Uniwersytet w Bifröst             | 1918          | Bifröst   | Prywatna    | 3                |
| Uniwersytet w Hólar               | b.d.          | Hólar     | Publiczna   | 3                |
| Islandzka Akademia Sztuk Pięknych | 1988          | Reykjavík | Prywatna    | 5                |
| Uniwersytet w Reykjavíku          | 1998          | Reykjavík | Prywatna    | 5                |
| Uniwersytet w Akureyri            | 1987          | Akureyri  | Publiczna   | 4                |
| Uniwersytet Islandzki             | 1911          | Reykjavík | Publiczna   | 6                |

## Instytucje nieposiadające statusu uczelni
- Keilir(inne języki)
- REYST(inne języki)

## Byłe uczelnie
- Islandzki Uniwersytet Pedagogiczny (połączony z Uniwersytetem Islandzkim)
- RES – Akademia Odnawialnych Źródeł Energii
- Islandzki Uniwersytet Techniczny (połączony z Uniwersytetem Islandzkim)